# Lepidoscia
Lepidoscia é um gênero de mariposa pertencente à família Acrolophidae.